# Hit Trésor Sporting Club
Le Hit Trésor Sporting Club est un club de basket-ball fondé en 1962 et basé à Bangui (République centrafricaine).

## Histoire
Le Hit Trésor Sporting Club est fondé en 1962 par François Pehoua.
Le club remporte la Coupe d'Afrique des clubs champions à deux reprises, en 1973 et en 1976, et termine troisième de cette compétition en 1975.
Le Hit Trésor remporte la Coupe nationale en 2014.